# Siomaky (obwód winnicki)
Siomaky (ukr. Сьомаки) – wieś na Ukrainie, w obwodzie winnickim, w rejonie chmielnickim, w hromadzie Chmielnik. W 2001 liczyła 632 mieszkańców, spośród których 630 wskazało jako ojczysty język ukraiński, a 2 rosyjski.